# Nora del Valle Giménez
Nora del Valle Giménez (Frías, 18 de julio de 1957) es una política argentina. Actualmente se desempeña como Senadora Nacional dentro del bloque del Frente de Todos. Representa a la Provincia de Salta en la Cámara de Senadores de la Nación Argentina.

## Biografía

### Vida personal
Nora del Valle Giménez nace en Frías, localidad de Santiago del Estero, Argentina, el 18 de julio de 1957.
Realizó la mayor parte de sus estudios primarios en la escuelita de su pueblo natal, más tarde su familia se traslada a Salta finalizó en la escuela Gral. Pizarro de Salta, ciudad en donde también cursó estudios secundarios. A los 17 años, comenzó como vendedora y con los años llegó a ser un destacada empresaria del rubro textil. 
En el año 1974 es elegida por los compañeros como delegada regional del NOA de la UES (Unión de estudiantes secundarios). Tiene cinco hijos y cinco nietos, se define como ferviente defensora de la justicia social y del protagonismo de las mujeres en todos los ámbitos de la sociedad. Estudió la licenciatura en letras de la Universidad Nacional de Salta.

## Detención política
Cuando comenzó la dictadura militar en 1976 Nora se mudó a Chaco. Una mañana de ese año mientras paseaba con su hijo Alberto un grupo de militares la retuvo ilegalmente vendándole los ojos y llevándola a la brigada de investigaciones local.
Cuatro días después su hijo sería entregado a los abuelos, evitando así que el bebé se convirtiera en hijos de desaparecidos. Nora estuvo incomunicada varios meses y luego fue trasladada a Resistencia. La trasladaron nuevamente a la cárcel de Devoto y finalmente al penal de Ezeiza donde pasó lo último de su encierro.
Todavía no se pudo esclarecer cómo se salvó de ser ejecutada o desaparecer. Según lo que reconstruido por la víctima, iba a ser asesinada junto a otros militantes en la denominada masacre de Margarita Belén, pero aparentemente la salvó una contingencia climática.
En las prisiones su familia podía visitarla esporádicamente pero su hijo Alberto no participaba de las visitas. Su marido, Carlos Valladares, se encontraba exiliado en el Perú. La comunicación con su hijo se dio más que nada por cartas que a su vez eran censuradas por el gobierno.
Fue condenada a 25 años de prisión por subversión y asociación ilícita en un "consejo de guerra", una especie de juicio sumario que hacían los militares en el que los acusados estaban con los ojos vendados y no tenían derecho a defensa. Recuperó la libertad el 28 de diciembre de 1983, tras el regreso de la democracia y la llegada de Alfonsín a la presidencia, porque se revisaron las resoluciones militares y muchos presos políticos pudieron volver a sus casas.
Durante su encierro, su marido gremialista murió en el exterior y su hijo creció hasta llegar a los ocho años. Sus compañeros de militancia al momento de salir de prisión estaban muertos o desaparecidos. Nora de todas maneras se volvió a casar pero esta vez con un salteño, también víctima de la represión, se mudó a Salta y retomó su participación política.

## Carrera política

### Comienzos
Luego de recuperar su libertad, Nora vuelve a participar en política siendo parte de la mesa de conducción de la Juventud Peronista de Salta. Además de integrar la asamblea permanente de derechos humanos de Salta. En 1985 es nombrada coordinadora del programa cultura popular, del área de cultura de la provincia de Salta. Luego empezó a rotar en distintos cargos, siempre de la función pública, directora de programación y control de gestión del ministerio de bienestar social, secretaria de la cooperadora asistencial de la Ciudad de Salta, directora de promoción social del ministerio de bienestar social, asesora del ministerio de bienestar social de la provincia, coordinadora del programa "La Constitución de la Provincia de Salta adaptada para niños", entre otros cargos.

### Concejal de la Ciudad de Salta
En el año 1999 Giménez obtiene su primer cargo electivo siendo elegida por los ciudadanos de Salta como concejal de la capital. En esa ocasión fue nombrada como vicepresidente del bloque justicialista y a su vez presidente de la comisión de obras públicas y urbanismo. Renovó su mandato para el periodo 2001-2003 y también fue elegida por sus compañeros ediles como presidenta del Concejo Deliberante de la Ciudad de Salta, cargo que tiene como responsabilidades el presidir las sesiones pero también hacer uso del departamento ejecutivo en caso de ausencia, renuncia, destitución del intendente. Renovó nuevamente su banca para el periodo 2003-2005 pero ya no fue nombrada presidente del cuerpo legislativo siendo sucedida por Álvaro Ulloa.

### Diputada provincial
Giménez se presenta como candidata en la Cámara de Diputados de la Provincia de Salta. Logró su banca en la legislatura de Salta como representante del departamento de la Capital siendo parte de la lista del partido justicialista. Sus pares la eligieron como presidente de la comisión de derechos humanos.la creación del "Régimen Nacional de desarrollo sostenible", las modificaciones de la LEY N.º 23.592 de "Actos Discriminatorios" , "Presupuestos mínimos para la mitigación y adaptación al cambio climático", "Locación de inmuebles para estudiantes del nivel superior" y la creación del "Programa Nacional de capacitación y formación integral de deportistas contra la violencia", entre otros.

### Ministra de Trabajo y Previsión Social
Nora renuncia a su banca en la cámara baja de Salta para asumir el cargo de ministra de trabajo en la gobernación de Juan Manuel Urtubey siendo sucedida en la legislatura por Jorge Guaymás. En 2017 se postula como candidata a diputada nacional, impulsando la creación del Archivo Histórico Digital de la Ciudad, el programa de concientización sobre la epilepsia, el programa de formación docente municipal, la Ordenanza Lucio que establece la capacitación obligatoria en materia de los derechos de la niñez.

### Actividad política 2010-2019
Luego de su candidatura frustrada Nora se alejó un poco de las primeras planas políticas. Fue nombrada por el gobierno nacional de Cristina Kirchner como Delegada del Registro Nacional de Trabajadores y Empleadores Agrarios (RENATEA) en el año 2012, cargo que mantuvo hasta el 2016 con la llegada de Mauricio Macri.
En el año 2017 Nora acompañó al intendente de Tartagal, Sergio Leavy, en su candidatura a diputado nacional, siendo ella quién lo secundaba. El frente elegido para las candidaturas era Unidad Ciudadana que respondía al armado de la expresidenta Cristina Fernández de Kirchner. Sus principales rivales provenían del frente Cambiemos que respondía al presidente Mauricio Macri y el frente Unidad y Renovación que respondía al gobernador Urtubey. En las elecciones PASO el frente salió tercero con 108761 votos que representaban el 17,38% de los votos. Habilitada la lista para las generales, Leavy y Giménez salieron nuevamente terceros pero logrando una banca para su espacio. Unidad Ciudadana obtuvo152774 votos con un 22,55% de los votos, por encima  salió el ganador de las elecciones Martín Grande con 208889 con un 30,83% de los votos y segundo Andrés Zottos, ex vicegobernador, con 162940 votos, equivalente a 24,05% de los votos. Esos resultados significaron una banca para Leavy pero no para Nora.
En el 2018 ingresa como asesora del bloque del Frente para la Victoria en la Cámara de Diputados de la Provincia de Salta.

### Senadora Nacional
Nora Giménez se presentó como candidata a senadora nacional en segundo término, por detrás del presidente del Partido de la Victoria y en ese momento diputado nacional, Sergio Leavy. En las elecciones PASO a nivel nacional, el Frente de Todos ganó en la categoría de senadores con 308073 votos (48,44%) por sobre los 143612 votos (22,58%) del frente Juntos por el Cambio.
Leavy y Giménez ganaron en la categoría de senadores, logrando dos bancas por la mayoría, una para él y otra para ella. El senador de la minoría fue el exgobernador Juan Carlos Romero. El Frente de Todos sacó en esa ocasión 311770 votos que significaban un total de 45,96% de los votos válidos, el principal rival, Romero, logró crecer respecto a las PASO pero no alcanzó para dar vuelta el resultado. Sus votos fueron 239676 y alcanzó el 35,33% de los votos.
Ya como senadora, Nora fue elegida por sus pares como presidente de la Comisión de Economías Regionales, Economía Social, Micro, Pequeña y Mediana Empresa. Además de integrar las comisiones De Relaciones Exteriores y Culto, De Seguridad Interior y Narcotráfico, De Ambiente y Desarrollo Sustentable, De Turismo, entre otras.
Durante su paso por el senado presentó 43 proyectos de ley.

## Polémica y proyectos
Generó debate por la cantidad de asesesores. Como legisladora presentó la ley para la construcción de un parque industrial, el nuevo Régimen Promoción Forestal. Ley N.º 6609 que permitió la pavimentación de la Ruta Provincial N.º 33, pavimentación tramo Los Laureles y Enripiado Ruta 40; la Ley N.º 6547, de formación universitaria obligatoria para cargos en educación pública.